# Ingemar Ingers
Carl Pontus Ingemar Ingers född 23 april 1902 i Tottarp, död 5 juni 1983 i Lund, var en svensk dialektforskare och docent vid Lunds universitet. Han var son till Enoch Ingers och Malin Holmström-Ingers.
Ingers blev filosofie doktor i Lund 1939, var anställd vid Skånska landsmålsföreningen 1925–30, var amanuens vid landsmålsarkivet i Lund 1930–39 och arkivarie där 1939–68. Han var sekreterare i Sydsvenska ortnamnssällskapet 1942–69. Han var även sekreterare och museiföreståndare i Bara härads hembygdsförening.

## Priser och utmärkelser
- Lengertz litteraturpris 1973
- Assarssonska kulturpriset 1982 [utdelades av Carl XVI Gustaf 5 juni 1982 på Akademiska Föreningen].[3]